# Государственный научно-исследовательский институт авиационных систем
Государственный научно-исследовательский институт авиационных систем (ГосНИИАС) — советский и российский авиационный государственный научный центр. Приказом Российского авиационно-космического агентства ФГУП «ГосНИИАС» определен головной организацией по проведению единой научно-технической политики авиационной промышленности в области радиоэлектронного оборудования для летательных аппаратов гражданской и военной авиации.
Из-за вторжения России на Украину институт находится под санкциями всех стран Евросоюза, Канады и США.

## История
Институт образован постановлением Совета Министров СССР от 26 февраля 1946 года на базе одной из лабораторий ЛИИ под названием НИИ-2 в целях научного сопровождения разработки авиационных систем вооружения. Первоначально институт разместился в зданиях бывшего Сергиево-Елизаветинского убежища, где до этого размещалось ОКБ Р. Бартини и В. Ермолаева.
Новый институт возглавил Павел Залесский, который до этого руководил Главным управлением (ГУ) опытного самолётостроения Минавиапрома СССР (7-е ГУ МАП). Институт быстро развивался, в том же 1946 году ему был передан участок земли в подмосковном посёлке Фаустово для устройства полигона (через 10 лет полигон выделился в самостоятельный Научно-испытательный агрегатный институт). 
Институт не только методически обеспечивал отработку авиационных вооружений, но формировал позицию авиационной промышленности в отношении перспектив развития этих систем, формировал технические требования и технические задания на новые разработки. В связи с этим он даже был передан в управление из 7 ГУ в 6 ГУ МАП СССР (ракетные вооружения). В первой половине 1960-х годов в институте преобладали работы по космической тематике. 
В 1994 году институту был присвоен статус государственного научного центра Российской Федерации.

## Направления деятельности
В рамках Российского авиационно-комического агентства институт был определён головной организацией по проведению единой научно-технической политики авиационной промышленности в области радиоэлектронного оборудования воздушных судов (ВС).
Учёные и инженеры института проводят исследования и разработки по многим направлениям развития авиации. В их числе:
- Интеграция комплексов бортового оборудования ВС
- Анализ эффективности и обоснование перспектив развития авиационных комплексов
- Разработка программ и алгоритмов для авиационных бортовых вычислителей
- Создание специализированных информационных систем
- Развитие методов и технологий дистанционного зондирования и распознавания образов, спутниковой навигации и организации воздушного движения ВС
- Развитие методов испытаний ряда видов авиационной техники

В институте ведётся подготовка научных и инженерных кадров. Созданы шесть базовых кафедр трёх вузов:
- Кафедра ФУПМ МФТИ «Авионика. Управляющие и информационные системы» (организована в 1969 году, зав. кафедрой − академик РАН Е. А. Федосов)
- Кафедра МАИ «Системное проектирование авиакомплексов» (организована в 1969 году, зав. кафедрой − доктор технических наук В. А. Стефанов)
- Кафедра МАИ «Внешнее проектирование и эффективность авиационных комплексов» (организована в 1973 году, зав. кафедрой − доктор технических наук А. М. Жеребин)
- Кафедра МАИ «Системы автоматического и интеллектуального управления» (организована в 1942 году, зав. кафедрой − академик РАН С. Ю. Желтов)
- Кафедра МИРЭА «Авиационные и космические системы обработки информации и управления» (организована в 2002 году, зав. кафедрой − член-корреспондент РАН Г. Г. Себряков)
- Кафедра МИРЭА «Авионика» (организована в 1988 году, зав. кафедрой − академик РАН Е. А. Федосов)

## Руководители института
- Павел Залесский (1946—1950)
- Всеволод Руднев (1950—1951, исполнял обязанности)
- Виктор Джапаридзе (1951—1970)
- Евгений Федосов (1970—2006)
- Сергей Желтов (2006—2019)
- Сергей Хохлов (2019—настоящее время)

## Известные сотрудники ГосНИИАС
- Б. С. Алешин
- А. М. Батков
- В. М. Божуков
- А. В. Бондаренко
- Ю. Б. Гермейер
- А. С. Деренковский
- Д. В. Зеленин
- Н. Н. Моисеев
- П. В. Позняков
- В. С. Пугачёв
- В. П. Самойлов
- В. В. Солодовников
- В. Г. Срагович
- Е. Д. Теряев
- В. И. Кухтенко